# Torneo de Zagreb
El Torneo de Zagreb, oficialmente PBZ Zagreb Indoors, fue un torneo oficial anual de tenis masculino correspondiente al calendario de la categoría ATP World Tour 250. Se jugó sobre carpeta sintética (RuKortHard) en canchas cubiertas y formó parte de la gira europea de torneos indoors previa a los Masters Series de Indian Wells y Miami. Era el séptimo torneo ATP del año.
Se jugó por primera vez en 1996 pero se interrumpió en 1998. En 2006 volvió para reemplazar al Torneo de Milán pero no fue incluido en el calendario ATP de 2016.
Marin Čilić es el tenista más laureado de este torneo, al ganarlo en 4 ocasiones.

## Finales

### Singles Masculinos
| Año  | Campeón                | Finalista      | Resultado         |
| 1996 | Goran Ivanišević       | Cédric Pioline | 3-6, 6-3, 6-2     |
| 1997 | Goran Ivanišević       | Greg Rusedski  | 7-6, 4-6, 7-6     |
| 2006 | Ivan Ljubičić          | Stefan Koubek  | 6-3, 6-4          |
| 2007 | Marcos Baghdatis       | Ivan Ljubičić  | 7-6 (4), 4-6, 6-4 |
| 2008 | Sergiy Stakhovsky      | Ivan Ljubičić  | 7-5, 6-4          |
| 2009 | Marin Čilić            | Mario Ančić    | 6-3, 6-4          |
| 2010 | Marin Čilić            | Michael Berrer | 6-4, 6-7(5), 6-3  |
| 2011 | Ivan Dodig             | Michael Berrer | 6-3 6-4           |
| 2012 | Mijaíl Yuzhny          | Luckas Lacko   | 6-2, 6-3          |
| 2013 | Marin Čilić            | Jurgen Melzer  | 6-3, 6-1          |
| 2014 | Marin Čilić            | Tommy Haas     | 6-3, 6-4          |
| 2015 | Guillermo García-López | Andreas Seppi  | 7-6 (4), 6-3      |

### Dobles
| Año  | Campeones                         | Finalistas                         | Resultado         |
| 1996 | Menno Oosting Libor Pimek         | Martin Damm Hendrik Jan Davids     | 6-3, 7-6          |
| 1997 | Saša Hiršzon Goran Ivanišević     | Mark Keil Brent Haygarth           | 6-4, 6-3          |
| 2006 | Jaroslav Levinský Michal Mertiňák | Davide Sanguinetti Andreas Seppi   | 7-6(6), 6-1       |
| 2007 | Michael Kohlmann Alexander Waske  | František Čermák Jaroslav Levinský | 7-6(5), 4-6, 10-5 |
| 2008 | Paul Hanley Jordan Kerr           | Christopher Kas Rogier Wassen      | 6-3, 3-6, 10-8    |
| 2009 | Martin Damm Robert Lindstedt      | Christopher Kas Rogier Wassen      | 6-4, 6-3          |
| 2010 | Jurgen Melzer Philipp Petzschner  | Arnaud Clement Olivier Rochus      | 3-6, 6-3, 10-8    |
| 2011 | Dick Norman Horia Tecau           | Marcel Granollers Marc López       | 6-3, 6-4          |
| 2012 | Marcos Baghdatis Mijaíl Yuzhny    | Ivan Dodig Mate Pavic              | 6-2, 6-2          |
| 2013 | Julian Knowle Filip Polasek       | Ivan Dodig Mate Pavic              | 6-3, 6-3          |
| 2014 | Jean-Julien Rojer Horia Tecău     | Philipp Marx Michal Mertiňák       | 3-6, 6-4, [10-2]  |
| 2015 | Marin Draganja Henri Kontinen     | Fabrice Martin Purav Raja          | 6-4, 6-4          |

- Datos: Q300027